# Basilianus rajanus
Basilianus rajanus là một loài bọ cánh cứng trong họ Passalidae. Loài này được Doesburg miêu tả khoa học năm 1941.